# Antilop-kanyon

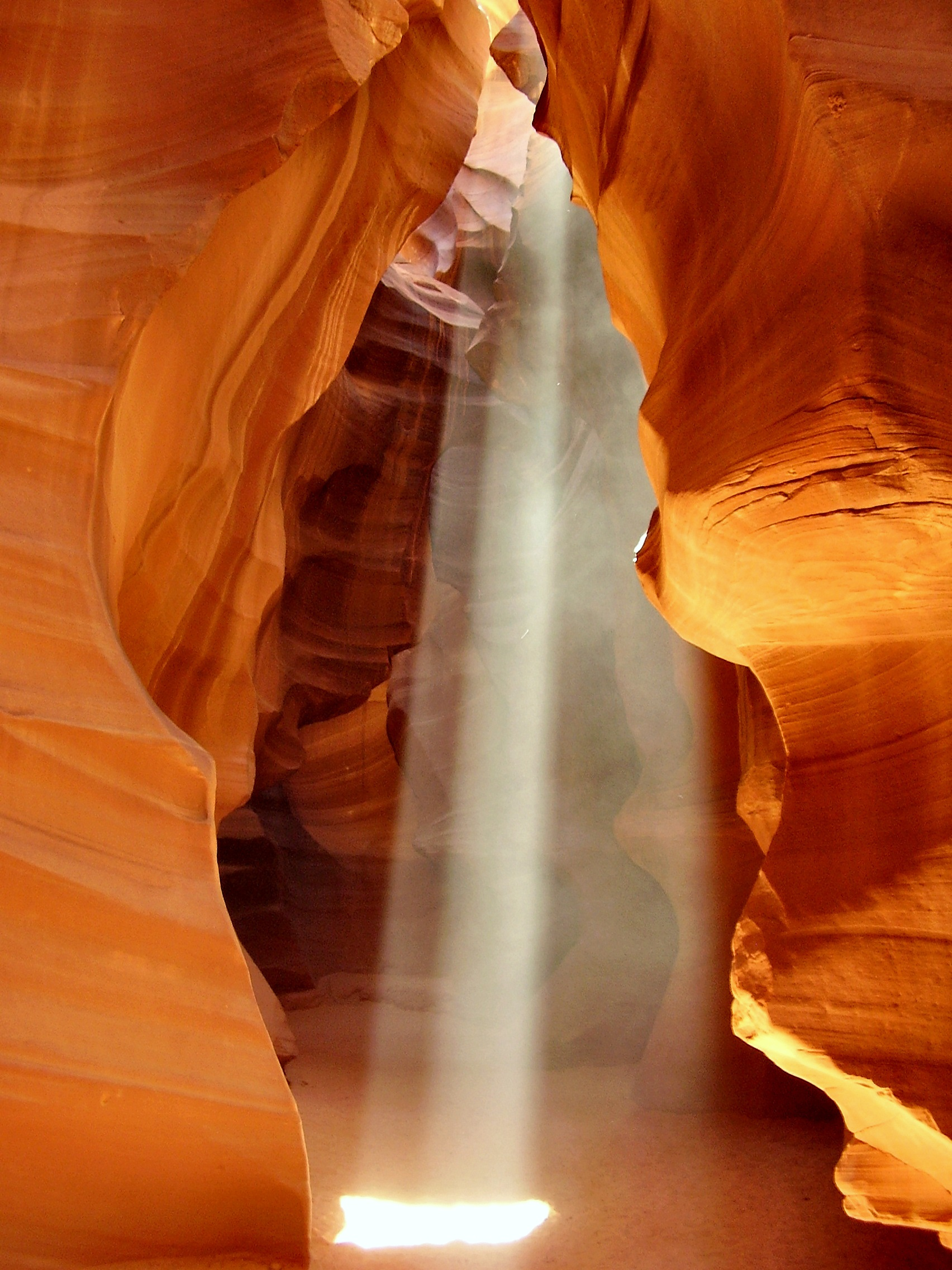
Fényjáték az Antilop-kanyonban

Az Antilop-kanyon (angolul Antelope Canyon) az amerikai Délnyugat legnépszerűbb, legtöbbet fényképezett, keskeny, vízvájta kanyonja. A navahók földjén található, az Arizona állambeli Page város közelében. Két szakasza vált a fotózók közt híressé: a Felső Antilop-kanyon (vagy Hasadék) és az Alsó Antilop-kanyon (vagy Dugóhúzó).

## Geológiája

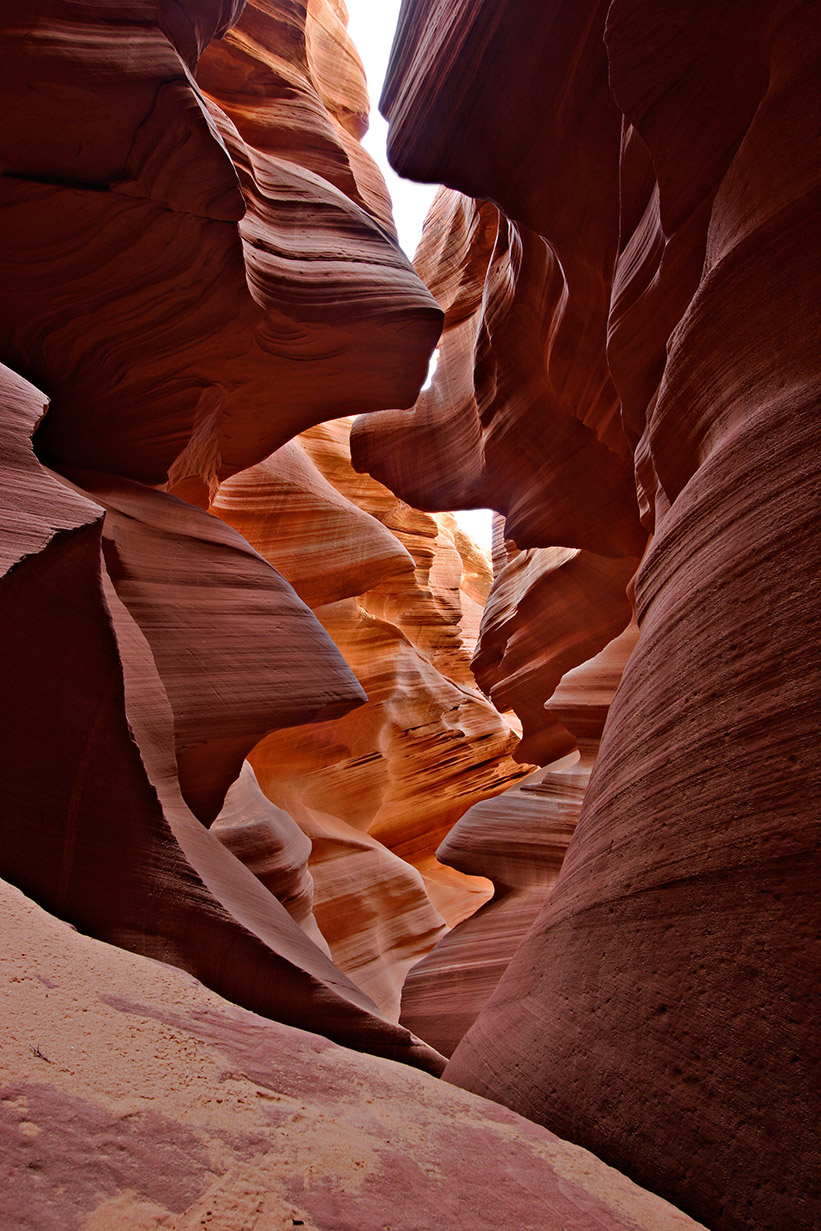
Az Alsó Antilop-kanyon egy szakasza

Az Antilop-kanyont a Navahó Homokkő eróziója alakította ki, amelyet elsősorban a futóárvizek, illetve egyéb felszínalakító tényezők okoztak. Az esővíz, különösen a monszunidőszakban, összegyűlik a kanyonok feletti nagy területű medencében, felgyorsul, homokot ragad magával és beözönlik a levezető hasadékokba. Ezek az idő folyamán egyre mélyülnek, szegélyeik jellegzetes folyóvíz alkotta formákat kialakítva lekerekítődnek. Az áradások a kanyonokban most is előfordulnak. 2006. október 30-án egy ár 36 órán keresztül özönlött itt keresztül és a biztonsági okok miatt az Alsó Antilop-kanyont öt hónapra lezárták.

## Turizmus
Az Antilop-kanyon nagyon népszerű a fotósok és a kirándulók közt és így fontos turizmus bevételi forrás a navahó nemzet számára. Csak 1997 óta látogatható, engedéllyel, amikor a navahók létrehozták a Navahó Törzsi Parkot. A fotózás a kanyonokban a falakról visszaverődő fény okozta nagyon széles luminozitási sáv (gyakran 10 EV vagy több) miatt nehéz. A képességeiket kipróbálni akaró képzett fényképészek számára ez kihívás, a kevésbé képzett és gyengébb felszereléssel rendelkezők számára azonban gyakran csalódás.

### Felső Antilop-kanyon

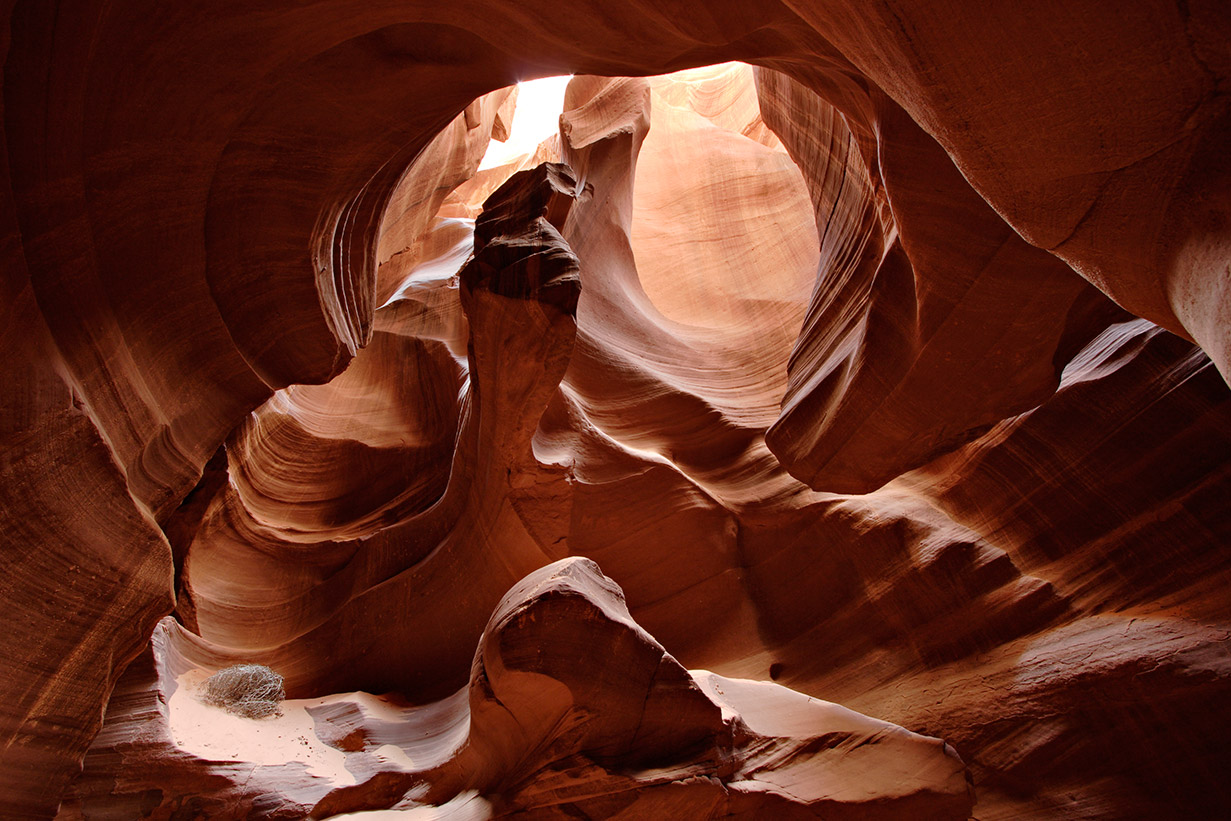
A Felső Antilop-kanyonban

A Felső Antilop-kanyon navahó neve Tse bighanilini, „a hely ahol a víz sziklákon keresztül fut.” Földrajzi elhelyezkedése: é. sz. 36° 51′ 28″, ny. h. 111° 22′ 20″36.857778°N 111.372222°W.
Ez a látogatottabb a kanyonok közül, egyrészt mert bejárata és teljes járata a "földszinten" van és nem kell hozzá mászni, másrészt a kanyonok különleges jelensége, a fényoszlop-képződés sokkal gyakoribb itt, mint az Alsó Antilop-kanyonban. 
A fényoszlopok leggyakrabban a nyári hónapokban jelennek meg, amikor a nap magasan áll. A kanyon azonban télen is rendkívüli természeti szépségeket kínál. A télen készített fotók színei kevésbé ragyogóak. A reggelközépi és délután közepi túrák gazdag vörös, bordó és kékes színárnyalatokat kínálnak. A fényoszlopok az év folyamán először március 15-én jelennek meg és október 7-étől tűnnek el. 

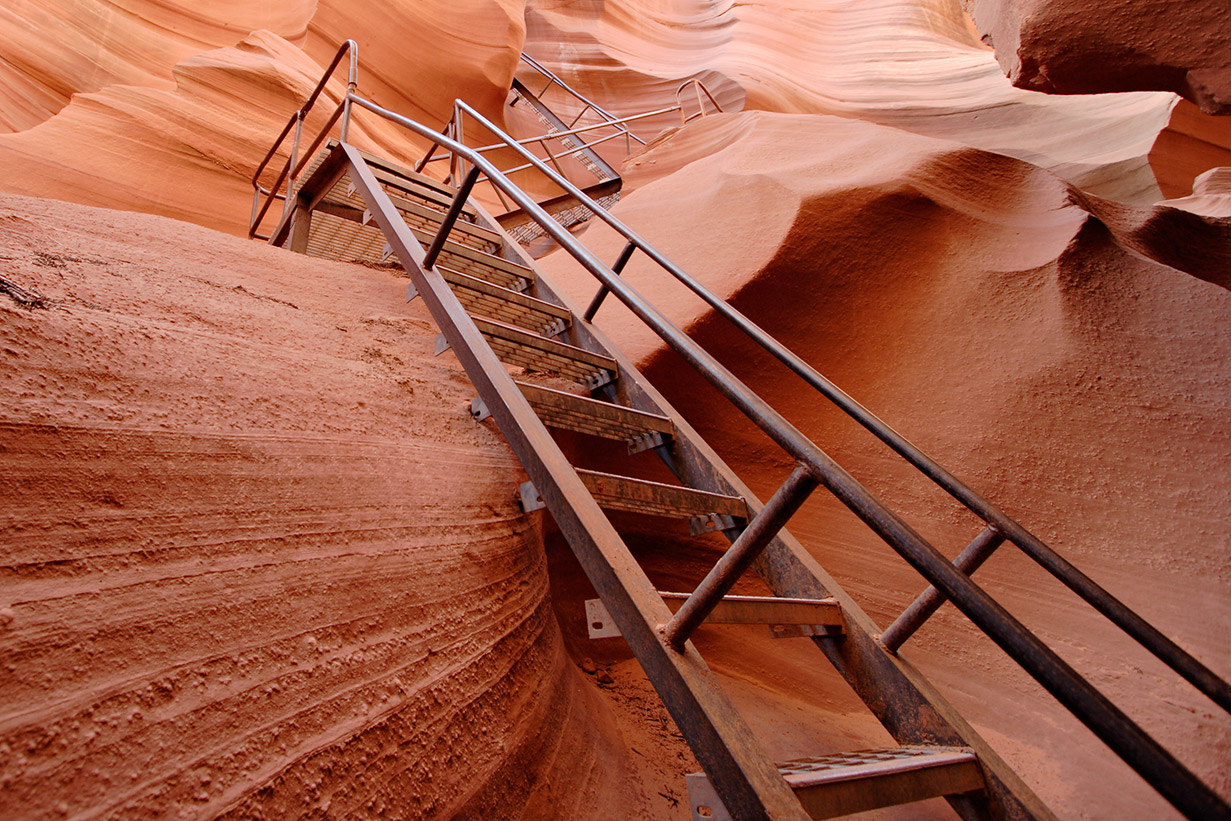
Az Alsó Antilop-kanyonból kivezető lépcsők

### Alsó Antilop-kanyon

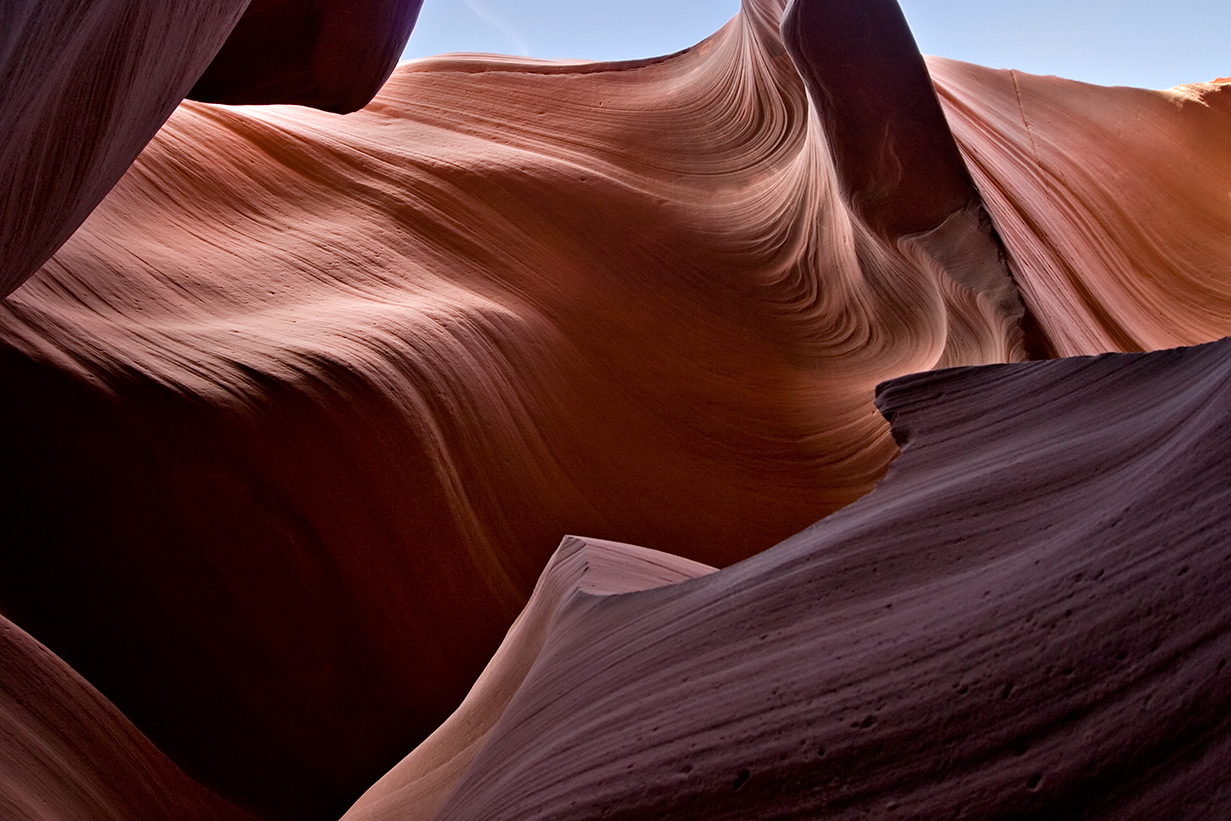
Vízalkotta formák az Alsó Antilop-kanyonban

A felső kanyontól néhány kilométerre található Alsó Antilop-kanyont a  navahók Hasdeztwazi („spirális sziklaívek”) néven ismerik. A kanyonba vaslépcsők vezetnek, korábban csak kötéllel és létrákon lehetett bejutni. A felső kanyonnál nehezebb séta, hosszabb és egyes helyeken jóval keskenyebb. Ennek ellenére sok fotós megfordul itt, a fotózást kevésbé fontosnak tekintők közül viszont kevesebben látogatnak ide. A kanyon V alakú, alacsonyabb és a kora reggeli, illetve késő délutáni órákban a felső kanyonnál jobban megvilágított.

## Gyorsáradás-veszély
Az Antilop-kanyont csak vezetővel együtt látogatják a turisták, részben mert az esős évszakban a gyorsáradások (flash flood) veszélyessé teszik. Elég, hogy a kanyontól több tucat mérföldnyi távolságra eső essen, és a kanyont szinte előzetes jelek nélkül hirtelen vadul rohanó ár öntheti el. 1997. augusztus 12-én egy ilyen gyorsáradás tizenegy turistát ölt meg az Alsó Antilop-kanyonban, pedig aznap a helyszínen alig esett eső.